# Di-trans,poli-cis-dekaprenilcistransferaza
Di-trans,poli-cis-dekaprenilcistransferaza (EC 2.5.1.31, di-trans,poli-cis-undekaprenil-difosfat sintaza, undekaprenil-difosfat sintaza, baktoprenil-difosfatna sintaza, UPP sintetaza, undekaprenil difosfatna sintetaza, undekaprenilna pirofosfat, sintetaza) je enzim sa sistematskim imenom (2E,6E)-farnezil-difosfat:izopentenil-difosfat cistransferaza (dodaje 8 izopentenilnih jedinica). Ovaj enzim katalizuje sledeću hemijsku reakciju
(2E,6E)-farnezil difosfat + 8 izopentenil difosfat {\displaystyle \rightleftharpoons } 8 difosfat + ditrans,oktacis-undekaprenil difosfat
Undekaprenil pirofosfatna sintaza katalizuje konsekutivne reakcije kondenzacije farnezil difosfata sa osam izopentenilnih difosfata, u kojima se nove cis-dvostruke veze formiraju. Time se generiše undekaprenil difosfat koji služi kao lipidni nosilac za peptidoglikansku sintezu bakterijskog ćelijskog zida.

## Literatura
- Nicholas C. Price; Lewis Stevens (1999). Fundamentals of Enzymology: The Cell and Molecular Biology of Catalytic Proteins (Third изд.). USA: Oxford University Press. ISBN 019850229X.
- Eric J. Toone (2006). Advances in Enzymology and Related Areas of Molecular Biology, Protein Evolution (Volume 75 изд.). Wiley-Interscience. ISBN 0471205036.
- Branden C; Tooze J. Introduction to Protein Structure. New York, NY: Garland Publishing. ISBN 0-8153-2305-0.
- Irwin H. Segel. Enzyme Kinetics: Behavior and Analysis of Rapid Equilibrium and Steady-State Enzyme Systems (Book 44 изд.). Wiley Classics Library. ISBN 0471303097.

## Spoljašnje veze
- Ditrans,polycis-undecaprenyl-diphosphate+synthase+((2E,6E)-farnesyl-diphosphate+specific) на 